# Боксберг (Айфель)
Боксберг (нім. Boxberg) — громада в Німеччині, розташована в землі Рейнланд-Пфальц. Входить до складу району Вульканайфель. Складова частина об'єднання громад Кельберг.
Площа — 5,64 км2. Населення становить 228 ос. (станом на 31 грудня 2020).